# Derbi bretón
El Derbi de la Bretaña (del francés: Derby de la Bretagne), también conocido como derbi bretón (Derby Breton), es el nombre que recibe potencialmente cualquier partido de fútbol entre dos equipos de la histórica provincia francesa de Bretaña. Sin embargo, la mayoría de las veces se emplea para referirse al partido de fútbol y rivalidad que mantienen los dos principales clubes bretones, el Stade Rennes y el FC Nantes.

## Historia
El nombre del derbi deriva del hecho de que el Rennes y el Nantes son los dos clubes más importantes que se encuentran en la antigua provincia de Bretaña. En la actualidad, en la Francia actual, la ciudad de Nantes no se encuentra en la región de Bretaña, pues dejó la región en 1956, y, en cambio, ocupa el territorio de la región de Pays de la Loire. El derbi también puede referirse a los partidos de clubes bretones más modestos como el FC Lorient, En Avant Guingamp y Stade Brestois. Pero, tradicionalmente, el derbi ha sido protagonizado por el Stade Rennais y Nantes.

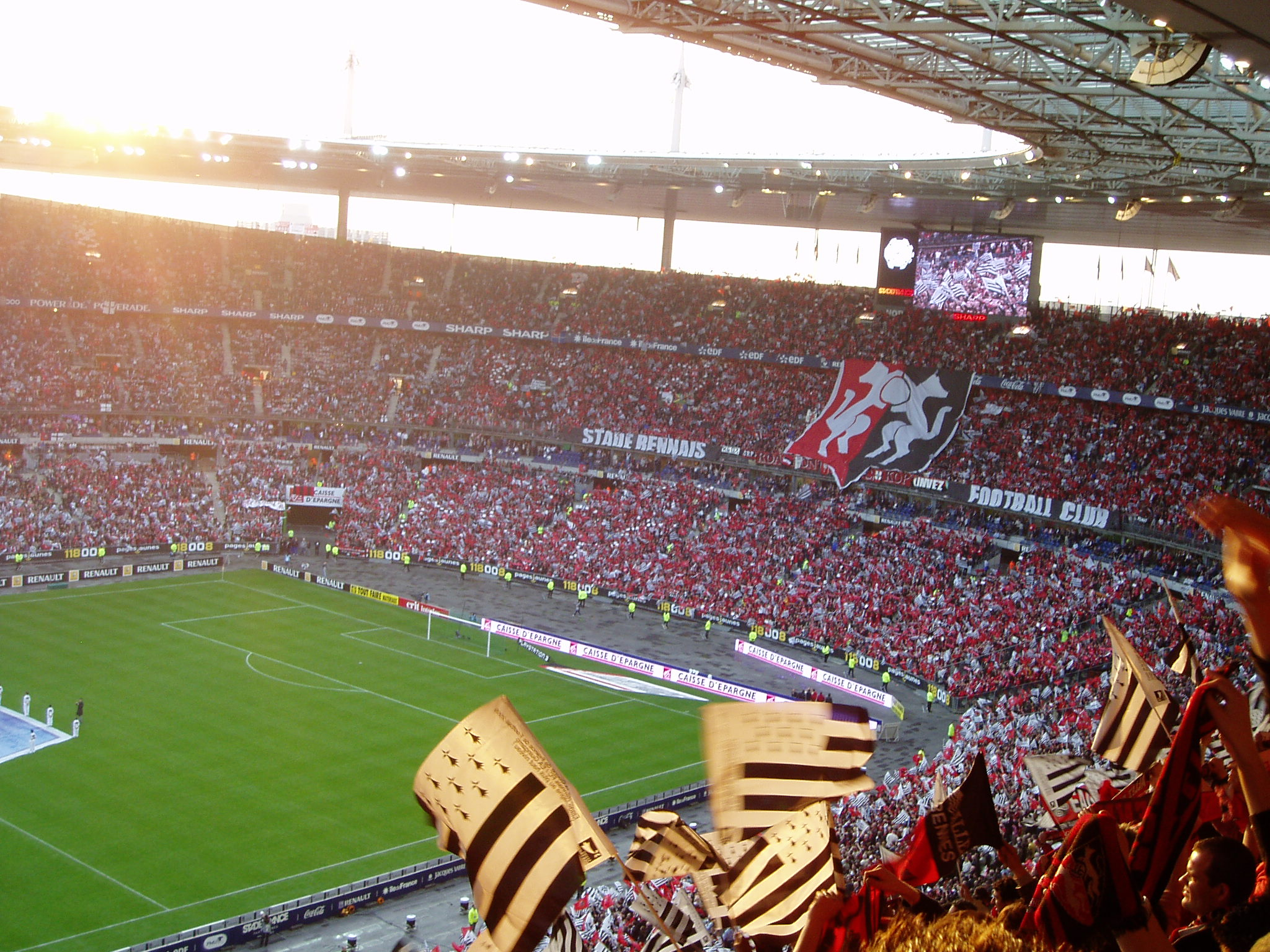
Aficiones del Rennes y del Guingamp portan banderas bretonas en la final de la Copa de Francia 2009 en París.

El Nantes y el actual Rennes, después de haber sido previamente conocido como Stade Rennais Université Club, se enfrentaron por primera vez el 15 de diciembre de 1963, en un partido de liga que el último ganó 2-1. Debido a la afiliación de cada club con el patrimonio Bretón, el derbi se disputa regularmente para decidir "qué ciudad es la capital real de Bretaña" y ambos clubes muestran su identidad bretona con orgullo. Los aficionados del Rennes muestran regularmente símbolos celtas en Tribune Mordelles, donde se encuentra el grupo ultra Roazhon Celtic Kop, mientras que la hinchada del Nantes a menudo muestra la bandera de Bretaña en los colores del club, el amarillo y verde.
El estado del FC Lorient en el derbi surgió tras su ascenso a la Ligue 1 en el inicio del nuevo milenio. Aunque el club descendió después de una temporada, recuperó la promoción para la temporada 2006-07 y se han quedado consistentemente, a menudo terminando por delante del Nantes, que han sido relegados en dos ocasiones desde la llegada de Lorient en la temporada 2006-07. Desde el descenso del Nantes a la segunda división y sus años de declive, el derbi se disputa regularmente entre el Rennes y Lorient. El derbi tuvo un aumento notable tras la victoria por 2-1 del Guingamp sobre el Rennes en la final de la Copa de Francia 2009. Esta fue la primera final desde 1956 donde ambos equipos procedían de la misma región y los dos clubes mostraron su cultura bretona con orgullo en las gradas del Stade de France.

## Estadísticas
Actualizado el 17 de mayo de 2009
| Club            | PJ   | PG   | PE   | PP   | GF   | GC   | +/-  |
| Liga            | Liga | Liga | Liga | Liga | Liga | Liga | Liga |
| --------------- | ---- | ---- | ---- | ---- | ---- | ---- | ---- |
| Nantes          | 64   | 32   | 17   | 15   | 93   | 65   | +28  |
| Rennes          | 64   | 15   | 17   | 32   | 65   | 93   | –28  |
| Copa de Francia |      |      |      |      |      |      |      |
| Nantes          | 4    | 4    | 0    | 0    | 14   | 3    | +11  |
| Rennes          | 4    | 0    | 0    | 4    | 3    | 14   | –11  |
| Copa de la liga |      |      |      |      |      |      |      |
| Nantes          | 1    | 1    | 0    | 0    | 4    | 2    | +2   |
| Rennes          | 1    | 0    | 0    | 1    | 2    | 4    | –2   |
| Total           |      |      |      |      |      |      |      |
| Nantes          | 69   | 37   | 17   | 15   | 111  | 69   | +42  |
| Rennes          | 69   | 15   | 17   | 37   | 69   | 111  | –42  |

| Club            | PJ   | PG   | PE   | PP   | GF   | GC   | +/-  |
| Liga            | Liga | Liga | Liga | Liga | Liga | Liga | Liga |
| --------------- | ---- | ---- | ---- | ---- | ---- | ---- | ---- |
| Lorient         | 8    | 3    | 3    | 2    | 12   | 8    | +4   |
| Nantes          | 8    | 2    | 3    | 3    | 8    | 12   | –4   |
| Copa de Francia |      |      |      |      |      |      |      |
| Lorient         | 2    | 1    | 0    | 1    | 1    | 2    | –1   |
| Nantes          | 2    | 1    | 0    | 1    | 2    | 1    | +1   |
| Copa de la liga |      |      |      |      |      |      |      |
| Lorient         | 0    | 0    | 0    | 0    | 0    | 0    | 0    |
| Nantes          | 0    | 0    | 0    | 0    | 0    | 0    | 0    |
| Total           |      |      |      |      |      |      |      |
| Lorient         | 10   | 4    | 3    | 3    | 14   | 9    | +5   |
| Nantes          | 10   | 3    | 3    | 4    | 9    | 14   | –5   |

| Club            | PJ   | PG   | PE   | PP   | GF   | GC   | +/-  |
| Liga            | Liga | Liga | Liga | Liga | Liga | Liga | Liga |
| --------------- | ---- | ---- | ---- | ---- | ---- | ---- | ---- |
| Rennes          | 10   | 6    | 3    | 1    | 15   | 7    | +8   |
| Lorient         | 10   | 1    | 3    | 6    | 7    | 15   | –8   |
| Copa de Francia |      |      |      |      |      |      |      |
| Rennes          | 4    | 3    | 0    | 1    | 7    | 4    | +4   |
| Lorient         | 4    | 1    | 0    | 3    | 4    | 7    | –3   |
| Copa de la liga |      |      |      |      |      |      |      |
| Rennes          | 1    | 0    | 0    | 1    | 0    | 1    | –1   |
| Lorient         | 1    | 1    | 0    | 0    | 1    | 0    | +1   |
| Total           |      |      |      |      |      |      |      |
| Rennes          | 15   | 10   | 3    | 2    | 22   | 12   | +10  |
| Lorient         | 15   | 2    | 3    | 10   | 12   | 22   | –10  |